# Nazanin Afshin-Jam
Nazanin Afshin-Jam, em persa نازنین افشین‌جم (Teerã, 11 de abril de 1979) é uma ativista, modelo e cantora iraniana radicada no Canadá, para onde sua família emigrou para o Canadá em 1981.
É casada com Peter MacKay, ministro da justiça do Canadá.